# Potamotrygon schuhmacheri
Potamotrygon schuhmacheri  (лат.) — вид скатов рода речных хвостоколов одноимённого семейства из отряда хвостоколообразных скатов. Обитает в умеренных водах бассейнов рек Параны и Парагвай, Южная Америка. Максимальная зарегистрированная ширина диска 25 см. Грудные плавники этих скатов образуют округлый диск. Спинные и хвостовой плавники отсутствуют. В средней части хвостового стебля расположен ядовитый шип. Не является объектом целевого лова.

## Таксономия
Впервые вид был научно описан в 1964 году Мариано Кастексом. Вид назван учёным в честь бывшего студента и сотрудника Роберто Шумахера (1947—1964), погибшего в результате несчастного случая. Голотип  представляет собой самца, пойманного во внутренних водах Аргентины. Видовой эпитет имеет различное написание: «schuhmacheri» и «schuemacheri». Оригинальное описание содержало как название Potamotrygon schuhmacheri так и P. schühmacheri. В 1992 году из него удалили вторую букву «h», поэтому сохранилось и название «schuemacheri», под которым этот вид занесён, например, в Красную книгу МСОП. Potamotrygon schuhmacheri путают с прочими речными хвостоколами, такими как P. brachyura and P. histrix. Некоторые авторы рассматривали его как синоним P. histrix, однако в настоящее время он признан самостоятельным видом.

## Ареал
Potamotrygon schuhmacheri обитают в Южной Америке, в умеренных водах бассейнов рек Параны и Парагвай, на территории Парагвая и Аргентины и, вероятно, Бразилии. 

## Описание
Широкие грудные плавники Potamotrygon schuhmacheri срастаются с головой и образуют овальный диск. Спинные плавники и хвостовой плавник отсутствуют. Позади глаз расположены брызгальца. Брюшные плавники закруглены и почти полностью прикрыты диском. На вентральной стороне диска расположены ноздри и 5 пар жаберных щелей.  На дорсальной поверхности хвостового стебля имеется ядовитый шип. Каждые 6—12 месяцев он обламывается и на его месте вырастает новый. У основания шипа расположены железы, вырабатывающие яд, который распространяется по продольным канавкам. В обычном состоянии шип покоится в углублении из плоти, наполненном слизью и ядом. 
Максимальная зарегистрированная ширина диска 25 см.

## Биология
Вероятно, подобно прочим хвостоколообразным Potamotrygon schuhmacheri размножаются яйцеживорождением.

## Взаимодействие с человеком
Вид не является объектом целевого промысла. Вероятно, страдает от ухудшения условий среды обитания, обусловленного антропогенными факторами. Данных для оценки Международным союзом охраны природы статуса сохранности вида недостаточно.